# River Gee
River Gee is een county van Liberia in het oosten van het land. De county werd in juni 2000 gecreëerd toen deze werd afgesplitst van het noordelijker gelegen Grand Gedeh.

## Grenzen
River Gee ligt aan de oostgrens van Liberia:
- Tegen de regio Bas-Sassandra van Ivoorkust in het oosten.

En grenst verder aan vier county's van Liberia:
- Grand Gedeh in het noorden.
- Maryland in het zuidoosten.
- Grand Kru in het zuidwesten.
- Sinoe in het westen.

## Districten
De county bestaat uit twee districten:
- Gbeapo
- Webbo

Bomi · Bong · Gbarpolu · Grand Bassa · Grand Cape Mount · Grand Gedeh · Grand Kru · Lofa · Margibi · Maryland · Montserrado · Nimba · River Cess · River Gee · Sinoe